# Kdor skak, tisti hlap
Kdor skak, tisti hlap je drama Rudija Šelige iz leta 1972.

## Objava
Rudi Šeligo, Kdor skak, tisti hlap. Maribor: Obzorja, 1973 (Znamenja). (COBISS)

## Osebe
- Stanovalka I, II, III
- Kata
- Kepler
- Henrik
- Zbor (Kepler, Kata, Henrik)
- Sekretar (Kepler)
- Miličnik (Henrik)
- Predsednik komisije (Kepler)
- Član komisije (Henrik)
- Zapisničarka (Kata)

## Vsebina
V prvem dejanju je Stanovalka I čisto vzhičena, saj je dobila lastno stanovanje. Skupaj s prijatelji proslavi novo pridobitev. Naenkrat pa se znajde v krizi in obtoži Keplerja, da je udbovec, da jo skušajo ujeti v past in jo spraviti ob službo ter stanovanje. Prijatelji menijo, da je njen izpad le posledica prenapetosti. Naenkrat prispe odločba, da so njeno delovno mesto ukinili. Ustraši se za stanovanje. Če bi ji v njem uspelo zdržati 30 dni, potem je ne bi mogli več izseliti. Odloči se, da bo vzdržala, ko pa bo stanovanje končno njeno, ga bo prepustila nekomu, sama pa odšla v Ameriko. ZBOR ves čas spremlja Stanovalkino vedenje in ga komentira.
V drugem dejanju Zbor komentira dejanja Stanovalke II. Ta je zelo delovna in svoje prejšnje prijatelje obravnava kot služabnike. Zopet pride odločba o izselitvi. Stanovalka II telefonira naokrog, da bi uredila zadevo. Stanovanje je sicer dobila protipravno, vendar meni, da je treba luknje v zakonu izkoristiti. V stanovanju poskuša zdržati 30 dni, a ji predzadnji dan spodleti, zato se s služabniki še pred izselitvijo loti čiščenja.
V tretjem dejanju stanovanje zasede Stanovalka III. Vanj spleza skozi okno in nato meditira. Pred vrati ji Sekretar grozi s policijio, a ona se sploh ne zgane. ZBOR je vznemirjen, ker se ne ravna po zakonih. Kmalu pride Komisija, naredi popis, izprazni stanovanje ter ga skrbno zaklene. Vendar pa se Stanovalka III naslednji dan vrne in Sekretar jo zopet podi ven. Pride tudi Miličnik, ki je zbegan zaradi Stanovalkine umirjenosti. Toda pri Predsedniku komisije nenadoma pobesni in ga napade z nožem, Zbor pa se zaradi tega zgraža nad njo. Komisija ponovno izprazni in zapečati stanovanje, toda Stanovalka III se še enkrat vrne in meditira s prijatelji in postavlja pohištvo v nenavadne položaje. Medtem ko se pogovarjajo o kozmosu, zastor počasi pada.

## Avtorjeva opomba
Pričujoča igra je nastajala tri ali celo štiri leta. Šlo mi je za prikaz, kako v tem obdobju slovenske "zgodovine", ki sa ga zavedam, spremljam, čutim na svoji koži in ki gradi mojo skušnjo sveta (to je približno od leta 1955 naprej) – kako torej v tem obdobju mlade generacije vstopajo v svet in čas. Kako reagirajo ali kako odgovarjajo na presijo danega sveta in dane družbe z mrežo njenih institucij – od danih (brez njih ustvarjenih) vrednot, danega modela življenja do zahtevanega načina vedenja. Reagirajo in vključujejo pa se različno. "Tipološko" gledano se mi v tem obdobju kažejo trije načini. Prvo obdobje je v nekem smislu uporniško, humanistično – eksistencialistično, drugo funkcionalistično, in tretje tisto, ki zdaj nastaja, ki se ta trenutek že godi in nosi v sebi marsikaj iracionalnega, nastajajo nova pravila, nova razmerja, rastejo drugačni cilji in verjetno že tudi nove vrednote. Zato ima igra tri dejanja. Seveda pa ti trije "načini življenja" niso podani tako čisto, da bi jih navedeni pojmi mogli popolnoma zajeti. Tudi nimam namena spročati, da se ti "tipi" samo časovno, linearno zaporedno dogajajo. Mislim namreč, da gre tudi za tri plasti, ki so sočasno in zdaj pričujoče. Prav zato pa – čeprav vem, da se mora vsako dogajanje na odru (kakršnemkoli že) odvijati v časovni zapovrstnosti – bi se morala igra zgoditi tako, da bi bilo vse, kar je v nji obenem, hkrati. Prosim režiserja – kar je vsak bralec gledališkega teksta - da poskuša tudi tako brati.
In čemu je ta opomba sploh potrebna?
Preprosto zaradi grobih nesporazumov in napačnih interpretacij, ki so nastale ob uprizoritvi igre v gledališču Glej, posebno pa še po gostovanju na Sterijinem pozorju. Pri tem pa ne gojim niti najmanjšega upanja, da bi ta opomba utegnila razjasniti tiste "nesporazume" in "komentarje", ki so bili utemeljeni bodisi v nepismenosti komentatorjev ali zasnovani na vsebini igre, kakršne v tem tekstu sploh ni, in celo na izmišljenih citatih, ki so bili naznačeni kot dobesedni stavki iz igre – pa jih dejansko v celi pričujoči historiji ni mogoče najti. Tem "komentatorjem", slovenskim in jugoslovanskim, ki so želeli zaveslati igro v dnevno politične in več kot pragmatistično ideološke vode, pa moram zatrditi vsaj eno: igra, kot je natisnjena v tej knjižici, je bila z izjemo slovničnih posegov dokončno formulirana 2. 9. 1972.
Sabonje, 1. 8. 1973

Rudi Šeligo.— —Rudi Šeligo v komentarju k tiskani izdaji drame Kdor skak, tisti hlap iz leta 1973

## Ocene in analize
- Jaša Zlobec: Kdor skak, tisti hlap. Sodobnost 21/3 (1973). dLib
- Andrej Inkret: Od proze do drame: branje: Rudi Šeligo, Poganstvo; Kdor skak, tisti hlap. Naši razgledi 23/8 (19. 4. 1974). 208–209. (COBISS)

## Opomba
1. ↑  Rudi Šeligo: Kdor skak, tisti hlap, Maribor: Obzorja, 1973. 46.